# الزوجة المكسيكية
الزوجة المكسيكية رواية للكاتب والمترجم المصري إيمان يحيى. صدرت الرواية لأوّل مرة في العام 2018 عن دار الشروق في القاهرة. ودخلت في القائمة الطويلة للجائزة العالمية للرواية العربية لعام 2019، المعروفة باسم «جائزة بوكر العربية».

## حول الرواية
في روايته هذه، يستخدم الكاتب المصري «إيمان يحيى» شخصيات رواية «البيضاء» التي نشرها الأديب المصري يوسف إدريس في نهاية خمسينيات القرن العشرين، حيث تدور أحداث الرواية، في ثلاثة أماكن هي المكسيك، فيينا، والقاهرة. تحكي الرواية قصة زواج الأديب المصري (وقد أصبح اسمه «يحيى» في الرواية) من ابنة الفنان المكسيكي دييغوا ريفييرا، وتروي في هذا السياق عن الأحداث والصراعات التي انشغلت بها مصر والعالم في الخمسينيات.